# Don Beyer
Pour les articles homonymes, voir Beyer.
Donald Sternoff Beyer Jr., dit Don Beyer (nom prononcé en anglais : ˈbaɪ.ər), né le 20 juin 1950 à Trieste (territoire libre de Trieste), est un homme d'affaires, diplomate et homme politique américain. Membre du Parti démocrate, il est lieutenant-gouverneur de Virginie de 1990 à 1998, ambassadeur des États-Unis en Suisse et au Liechtenstein de 2009 à 2013 sous le président Barack Obama et représentant de Virginie au Congrès des États-Unis depuis 2015.

## Biographie
Don Beyer travaille pour Volvo avant de développer sa propre chaîne de concessions automobiles,.
De 1990 à 1998, il est lieutenant gouverneur de Virginie (en) pour le Parti démocrate de Virginie (en) sous les administrations de Douglas Wilder (1990–1994) et de George Allen (1994–1998).
Il se présente sans succès au poste de gouverneur de Virginie en 1997.
Pendant la campagne présentielle de 2008, il lève plus de 500 000 dollars pour le candidat démocrate Barack Obama. Après l'élection de celui-ci, il est nommé en juin 2009 ambassadeur des États-Unis en Suisse et au Liechtenstein,. Il quitte son poste en mai 2013.
En 2014, il se présente à la Chambre des représentants des États-Unis dans le 8e district de Virginie pour succéder au démocrate Jim Moran. Le district, qui englobe notamment les villes d'Arlington et Alexandria, est acquis aux démocrates et a voté à 68 % pour Obama en 2012. Il remporte la primaire démocrate avec 45, 8 % des suffrages face à cinq autres candidats et devient le favori pour l'élection de novembre,,. Il est élu avec 63,1 % des voix contre 31,4 % pour le républicain Micah Edmond.